# Сольнок (авиабаза)
Авиабаза Сольнок (венг. MH 86. Szolnok Helikopterbázis), (ИКАО: LHSN) — военная авиабаза, расположенная близ города Сольнок (Яс-Надькун-Сольнок, Венгрия).

## История
В период с 22 марта 1945 по апрель 1945 года на аэродроме базировался 833-й истребительный авиационный полк ПВО 126-й истребительной авиационной дивизии ПВО на самолетах Як-9. Полк выполнял задачи ПВО по прикрытию военных объектов инаселенных пунктов Венгрии отвоздушных атак и бомбардировок немецкими Люфтваффе.

## Инфраструктура
Авиабаза Сольнок расположена на высоте 98 метров над уровнем моря и эксплуатирует одну взлётно-посадочную полосу:
- 02/20 размерами 2000х70 метров с асфальтовым покрытием[1].

## Авиапроисшествия
- 24 апреля 1968 года в процессе заправки самолёта Ли-2 (регистрационный HA-LIO) возник пожар, уничтоживший воздушное судно[4][5].